# Ryde Station
Ryde Station er en dansk jernbanestation i Ryde.